# Karin Janke
Karin Janke (Wolfsburgo, Alemania, 14 de octubre de 1963) es una atleta alemana retirada especializada en la prueba de 4x400 m, en la que ha conseguido ser medallista de bronce europea en 1994.

## Carrera deportiva
En el Campeonato Europeo de Atletismo de 1994 ganó la medalla de bronce en los relevos 4x400 metros, con un tiempo de 3:24.10 segundos, llegando a meta tras Francia y Rusia.